# Minuartia cherlerioides
Minuartia cherlerioides är en nejlikväxtart. Minuartia cherlerioides ingår i släktet nörlar, och familjen nejlikväxter.

## Underarter
Arten delas in i följande underarter:
- M. c. cherlerioides
- M. c. rionii

## Bildgalleri

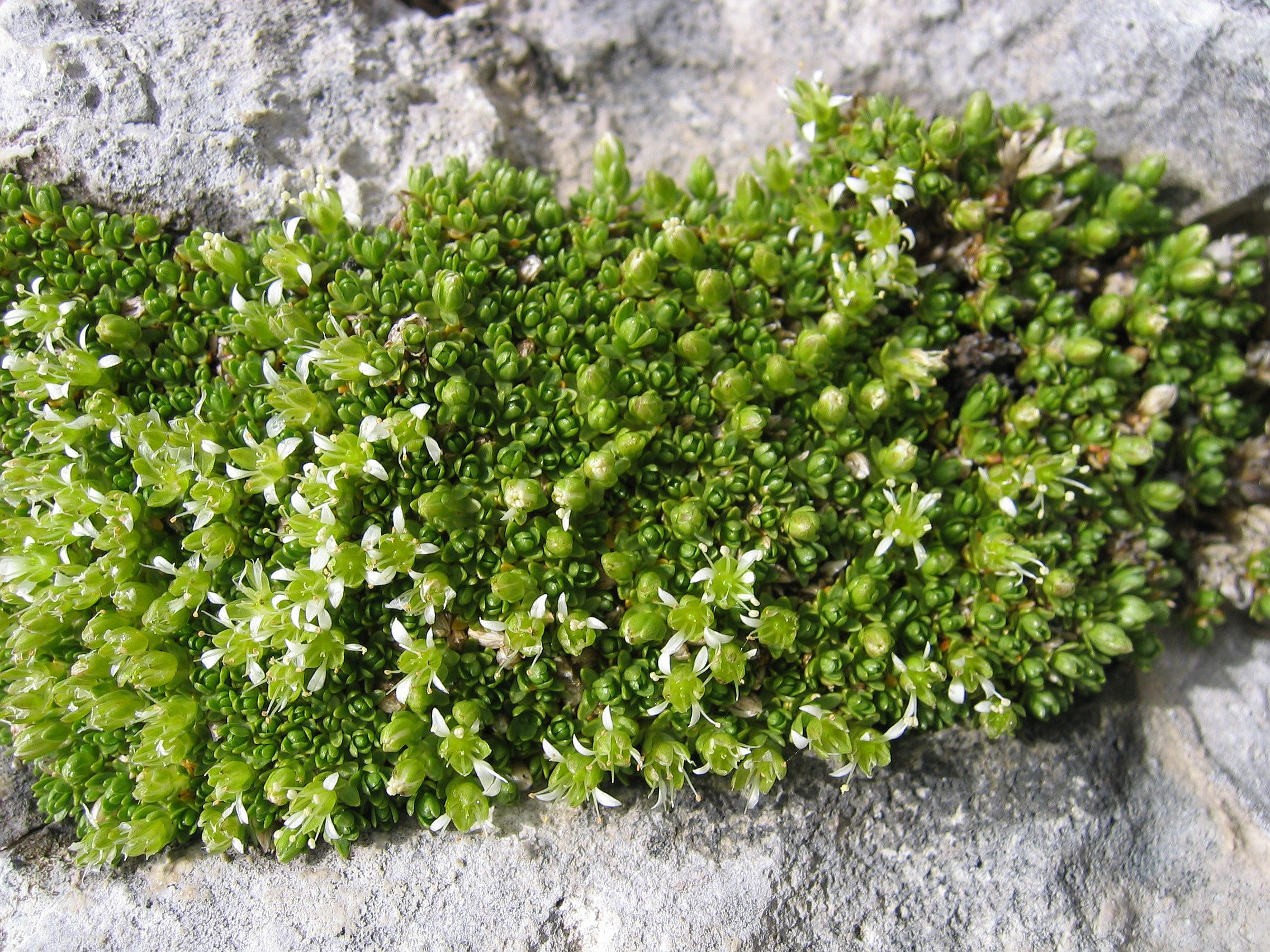
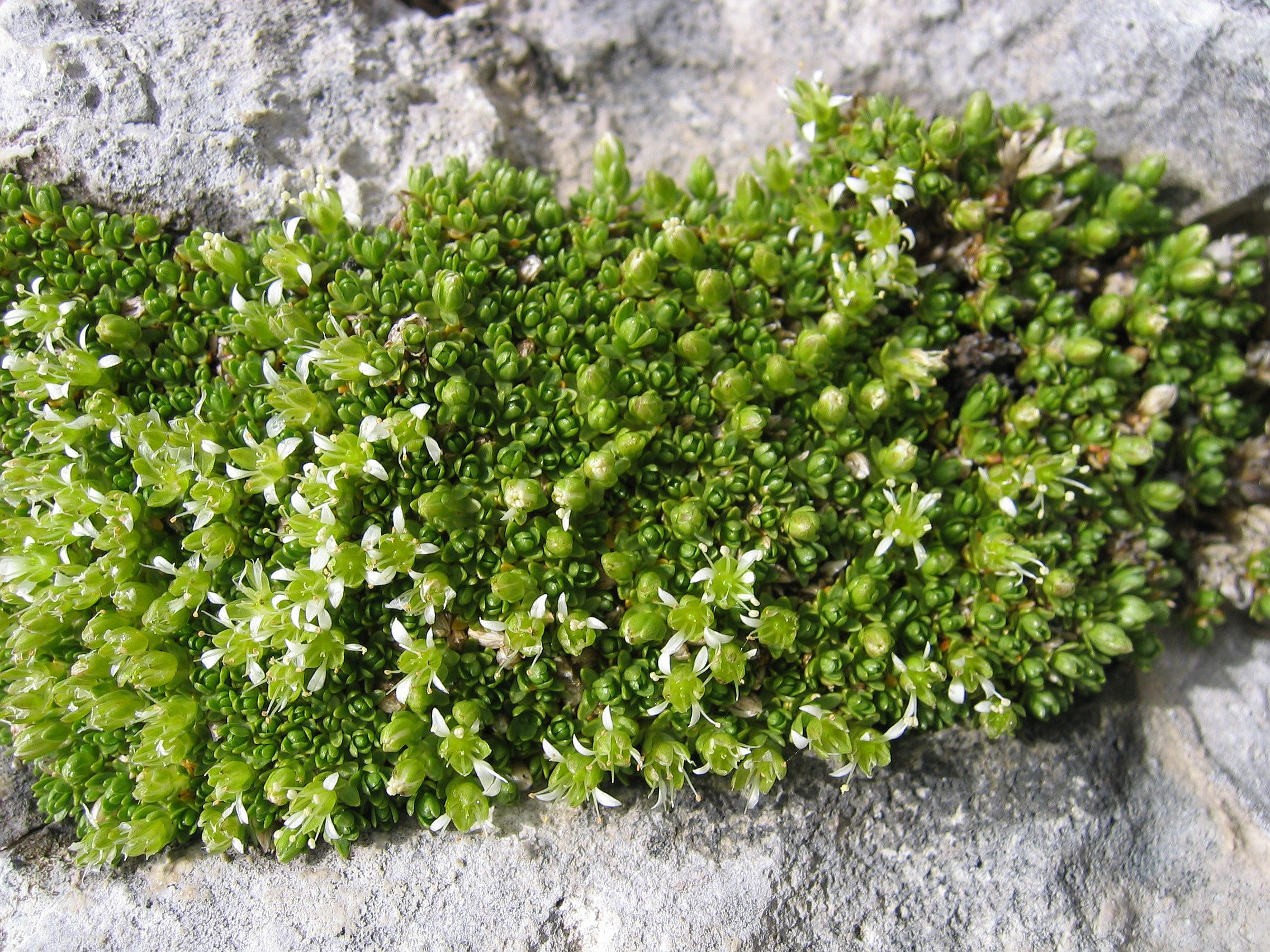